# Baptiste Vignes
Baptiste Vignes (né le 15 avril 1985 et mort le 12 avril 2022) est un pilote français, instructeur et un compétiteur international de voltige aérienne.

## Biographie
Il a grandi au Havre, en Seine-Maritime, et passe très tôt son brevet de pilote à l’aéro-club du Havre Jean-Maridor. Puis il se forme à la  voltige aérienne à l’aéro-club de Bernay-Saint-Martin (Eure).

### Carrière
En 2012, Baptiste Vignes occupe le poste d'instructeur, entraîneur Voltige à Dijon. Il est chef pilote en 2013 chez Top Gun Voltige, société de vols à sensations fortes pour le grand public.
Il est recruté en 2017 par Red Bull Air Race (Championnat du monde Red Bull de course aérienne) en tant que challenger pour la saison 2017 : Championnat du monde Red Bull de course aérienne 2017. Il devient ensuite en 2018 instructeur à l'aéroclub de Bernay-Saint-Martin (Eure). Puis en 2019 il est embauché par la société Aura Aero pour rejoindre l'équipe d'essais en vol en tant que pilote de marque,.

### Décès
Il meurt à 37 ans le 12 avril 2022 dans un accident aérien. Baptiste Vignes et Simon de la Bretèche se trouvent à bord d'un prototype de l'Integral R, avion de voltige de la société Aura Aero. L'avion s'écrase au cours d'un vol d'essai en Ariège,,.
Selon le rapport d'enquête du Bureau enquêtes accidents pour la sécurité de l'aéronautique d'État (BEA–É) publié le 27 mars 2023, un élément de l'aile droite s'est détaché lors d'un virage serré sous un facteur de charge de 7 g, rendant l'avion incontrôlable. La rupture est probablement consécutive à une entrée en flottement symétrique d’ailerons, possiblement déclenchée par la rupture de la palette droite (permettant la compensation aérodynamique des ailerons). Le parachute de cellule a été déclenché, mais trop tard pour permettre son ouverture complète.

## Palmarès

### En équipe de France
| Année | Titre, | Championnat          |
| ----- | ------ | -------------------- |
| 2009  | 1er    | Championnat d'Europe |
| 2010  | 1er    | Championnat du monde |
| 2011  | 1er    | Championnat d'Europe |
| 2015  | 1er    | Championnat du monde |
| 2016  | 1er    | Championnat d'Europe |
| 2017  | 1er    | Championnat du monde |

### En individuel
| Année | Titre | Championnat           | Catégorie       |
| ----- | ----- | --------------------- | --------------- |
| 2008  | 2e    | Championnat de France | Advanced        |
| 2009  | 1er   | Championnat de France | Advanced        |
| 2010  | 1er   | Championnat de France | Advanced        |
| 2010  | 1er   | Championnat du monde  | Advanced        |
| 2011  | 2e    | Championnat d'Europe  | Advanced        |
| 2011  | 3e    | Championnat de France | Excellence      |
| 2012  | 2e    | Coupe de France       | Élite           |
| 2015  | 3e    | Championnat de France | Final Freestyle |